# André Frédéric Cournand

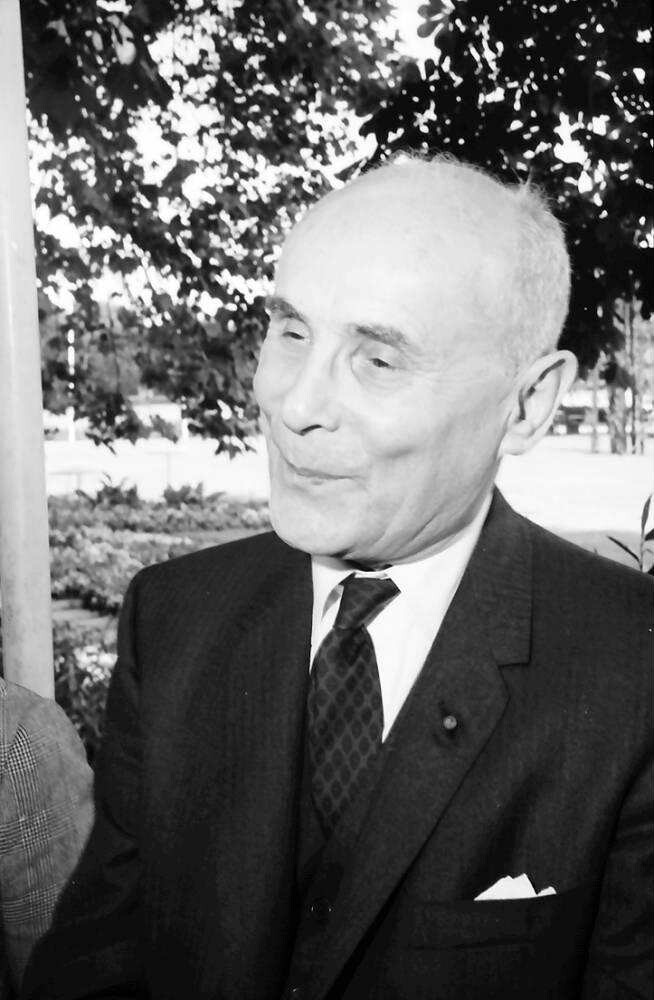
André Frédéric Cournand (1966)

André Frédéric Cournand (* 24. September 1895 in Paris, Frankreich; † 19. Februar 1988 in Great Barrington, Berkshire County, Massachusetts, USA) war ein französisch-US-amerikanischer Mediziner. 1956 erhielt er zusammen mit dem Deutschen Werner Forßmann und seinem Chef Dickinson Woodruff Richards den Nobelpreis für Physiologie oder Medizin „für ihre Entdeckungen zur Herzkatheterisierung und zu den pathologischen Veränderungen im Kreislaufsystem“.

## Leben und Werk

### Frühe Jahre und Studium
André Frédéric Cournand war das zweite von vier Kindern des Pariser HNO-Arztes Jules Cournand und dessen Ehefrau Marguérite Weber. Seine Schulausbildung erfolgte am Lycée Condorcet bevor er sein Bachelor-Studium an der Faculté des Lettres der Sorbonne 1913 und sein Diplom in Physik, Chemie und Biologie 1914 an der Faculté des Sciences abschloss. 1914 nahm er ein Medizinstudium auf, welches durch den Ersten Weltkrieg unterbrochen wurde. Er diente von 1915 bis 1918 als Soldat und Feldscher bei der französischen Infanterie und wurde mit dem Kriegsorden Croix de guerre mit drei bronzenen Sternen ausgezeichnet.
Nach dem Krieg führte er sein Studium weiter und wurde 1925 am Hôpitaux de Paris als Interne angenommen und konnte so innerhalb der Folgejahre einige praktische Erfahrungen in der klinischen Medizin sammeln. Er arbeitete in der Inneren Medizin unter de Massary und Archard, in der Brust- und Thoraxmedizin unter Rist, in der Pädiatrie unter Debré und in der Neurologie unter Guillain. Im Mai 1930 wurde er für seine Doktorarbeit über akute Multiple Sklerose an der Faculté de Médecine in Paris promoviert.

### Forschungsarbeiten in New York
Während eines Gastaufenthaltes in der von James Alexander Miller und J. Burns Amberson geleiteten Tuberkulose-Klinik im Bellevue Hospital in New York im Jahr 1934 wurde ihm von dem Physiologen Dickinson Woodruff Richards eine Dauerstellung als Forschungsassistent im Bereich der Physiologie und Pathophysiologie der Atmungssysteme angeboten, die er annahm. 1941 wurde er amerikanischer Staatsbürger. Gemeinsam mit Richards und zahlreichen weiteren Medizinern führte er am Bellevue Hospital und vor allem dessen Herz-Lungen-Laboratorium zahlreiche Studien am Herz- und Kreislaufsystem des Menschen durch. Während des Zweiten Weltkrieges beriet er das Office of Scientific and Research Developments und das Chemical Warfare Service des amerikanischen Militär im Bereich der chemischen Kriegführung.
Cournand und Richards beschäftigten sich mit verschiedenen Herz- und Kreislaufbeschwerden und wandten die Rechtsherzkatheterisierung für die Untersuchung verschiedener Erkrankungen an. Bis 1941 hatten sie Grundlagen zur Einführung der Herzkatheteruntersuchung als klinische Routinemaßnahme geschaffen. 1945 veröffentlichte Cournand einen Artikel zur Messung des Herzminutenvolumens mit Hilfe der Herzkatheteruntersuchung und gemeinsam mit Richards arbeiteten beide an der Nutzung des von Adolf Fick entwickelten Fickschen Prinzips zur Bestimmung des Herzminutenvolumens sowie der Untersuchung des Lungenkreislaufs. Dabei nutzen sie die Methode beispielsweise bei der Untersuchung von traumatischem Schock, der Wirkung von Herzmedikamenten und Herzkrankheiten, deren Behandlung und deren Diagnose. Sie optimierten die Katheterisierung und erforschten ihre Anwendungsmöglichkeiten zuerst in Tierversuchen an Hunden und Schimpansen sowie später auch am Menschen. Ende der 1930er Jahre waren sie in der Lage, komplizierte und bis dahin unbekannte Herzfehler festzustellen und die Behandlung zu ermöglichen. Sie führten die wissenschaftlich ermittelte Methode der Herzminutenvolumenmessung mit Hilfe des Rechtsherzkatheters in die klinische Medizin ein, wo sie sich rasch als Standardmethode etablierte. Gemeinsam mit der bildgebenden Angiokardiographie ermöglichte die Katheteruntersuchung die umfassende Diagnostik des Herzens und darauf aufbauend die moderne Kardiologie. Cournand zeigte 1949 die Untersuchungsmöglichkeit der Rechtsherzkathetisierung zur Identifikation von angeborenen Herzfehlern auf. Später war er der erste Arzt, der eine Lungenkatheterisierung mit einem Katheter durchführte, den er durch das rechte Herz und die Lungenarterie in die Lunge führen konnte.

### Wissenschaftliche Anerkennung

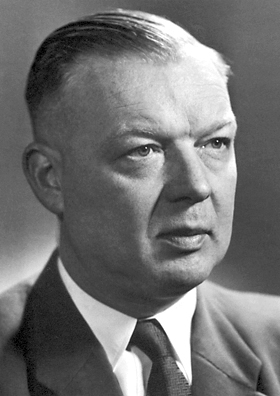
Auf den frühen Arbeiten zur Herzkatheterisierung von Werner Forßmann bauten die Arbeiten von Cournand und Richards auf. Gemeinsam mit ihnen erhielt auch Forßmann 1956 den Nobelpreis

1956 erhielt Cournand gemeinsam mit Richards und Forßmann den Nobelpreis für Medizin „für ihre Entdeckungen zur Herzkatheterisierung und zu den pathologischen Veränderungen im Kreislaufsystem“. Dieser wurde ihm unter anderem für die ersten physiologischen Studien mit dem Herzkatheter am lebenden Menschen (publiziert 1941) verliehen.
Cournand wurde Lehrbeauftragter und 1951 Professor für Medizin an der Columbia University. Er erhielt zahlreiche wissenschaftliche Ehrungen und war 1960 bis 1961 Präsident der Harvey Society, zu der er 1950 berufen wurde, und Mitglied der Royal College of Physicians and Surgeons of Canada (seit 1952). Zudem wurde er Mitglied im Editorial Boards zahlreicher wissenschaftlicher Zeitschriften, darunter etwa Circulation, Physiological Reviews, American Journal of Physiology und dem Journal de Physiologie sowie Revue Française d'Etúdes Cliniques et Biologiques. 1951 wurde er von der Association des Médecins de Langue Française gebeten, einen Gastvortrag über chrinosches Herzversagen zu halten und er hielt weitere Ehrenvorträge an der Universität Leiden 1958 und der Universität Bern 1962. 1958 wurde Cournand in die National Academy of Sciences, 1975 in die American Academy of Arts and Sciences gewählt. Seit 1957 war er Mitglied (associé étranger) der Académie des sciences in Paris.
Cournand starb am 19. Februar 1988 in Great Barrington im Berkshire County, Massachusetts. Er war verheiratet mit Sibylle Blumer, der Witwe von Birel Rosset, und adoptierte ihren Sohn Pierre Birel Rosset-Cournand. Gemeinsam hatten sie zudem drei Töchter: Muriel, Marie-Eve und Marie-Claire. Pierre Birel Rosset-Cournand fiel 1944 im Zweiten Weltkrieg in Frankreich und seine Frau starb 1959.

## Ehrungen
- Croix de guerre mit drei bronzenen Sternen (1918)
- Anders-Retzius-Silbermedaille der Schwedischen Gesellschaft für Innere Medizin (1946)
- Albert Lasker Award for Basic Medical Research der United States Public Health Association (1949)
- John Philipps Memorial Award der American College of Physicians (1952)
- Nobelpreis für Medizin, gemeinsam mit Werner Forßmann und Dickinson Woodruff Richards (1956)
- Goldmedaille der Académie Royale de Médecine de Belgique der Académie Nationale de Médecine, Paris (1956)
- Ehrendoktorwürden an den Universitäten Strasbourg (1957), Lyon (1958), Brüssel (1959), Pisa (1961) und Birmingham (1961)
- Berater der Délégué Général de la Recherche Scientifique et Technique der französischen Regierung (seit 1958)
- Officier de la Légion d’Honneur
- Commandeur des Palmes Académiques

## Belege
1. 1 2 3 4 5 6  André F. Cournand – Biographical. auf den Seiten der Nobelstiftung zur Preisverleihung 1956 (englisch); erschienen in: Nobel Lectures, Physiology or Medicine 1942-1962, Elsevier Publishing Company, Amsterdam 1964. Abgerufen auf nobelprize.org am 6. März 2014
2. ↑  Vgl. auch André Cournand, H. A. Ranges: Catheterization of the Right Auricle in Man. In: Proceedings of the Society for Experimental Biology and Medicine. Band 46, 1941, S. 462 ff.
3. ↑  Friedrich Wilhelm Hehrlein: Herz und große Gefäße. In: Franz X. Sailer, F. W. Gierhake (Hrsg.): Chirurgie historisch gesehen: Anfang – Entwicklung – Differenzierung. Dustri-Verlag, Deisenhofen bei München 1973, ISBN 3-87185-021-7, S. 164–185, hier: S. 165 f.
4. ↑  André Frédéric Cournand: Control of the Pulmonary Circulation in Man with Some Remarks on Methodology. Nobelpreisvortrag vom 11. Dezember 1956. Volltext
5. ↑  Richards, Dickinson Woodruff In: Bernhard Kupfer: Lexikon der Nobelpreisträger. Patmos-Verlag, Düsseldorf 2001; S. 261–262. ISBN 3-491-72451-1.
6. 1 2 3 4  Cournand, André Frédéric In: Bernhard Kupfer: Lexikon der Nobelpreisträger. Patmos-Verlag, Düsseldorf 2001; S. 206–207. ISBN 3-491-72451-1.
7. ↑  Forßmann, Werner Theodor Otto In: Bernhard Kupfer: Lexikon der Nobelpreisträger. Patmos-Verlag, Düsseldorf 2001; S. 221. ISBN 3-491-72451-1.
8. ↑  Verzeichnis der Mitglieder seit 1666: Buchstabe C. Académie des sciences, abgerufen am 2. November 2019 (französisch).

| Personendaten    | Personendaten                        |
| ---------------- | ------------------------------------ |
| NAME             | Cournand, André Frédéric             |
| KURZBESCHREIBUNG | französisch-amerikanischer Mediziner |
| GEBURTSDATUM     | 24. September 1895                   |
| GEBURTSORT       | Paris, Frankreich                    |
| STERBEDATUM      | 19. Februar 1988                     |
| STERBEORT        | Great Barrington, Massachusetts, USA |